# “The Spaghetti Incident?”
A “The Spaghetti Incident?” a Guns N’ Roses amerikai hard rock zenekar ötödik stúdióalbuma. Az albumon főleg az 1970-es évek végén és 1980-as évek elején megjelent punk és glam rock dalok feldolgozása található.
Néhány dalt még a Guns N’ Roses eredeti gitárosával Izzy Stradlinnel vettek fel a Use Your Illusion I és II (1991) időszakában, majd később Gilby Clarke újra feljátszotta. Eredetileg a dalokat a Use Your Illusion albumokra akarták tenni, mivel akkoriban három (vagy esetleg négy) lemezen tervezték kiadni, de végül dupla albumként jelentették meg.
1992-ben a zenekar úgy döntött, hogy a maradék feldolgozásokból kiad egy EP-t, amelyen a Stradlint leváltó Gilby Clarke játszana. Végül egy teljes album kiadása mellett döntöttek, amelyhez új feldolgozásokat is felvettek.
Az akkori basszusgitáros Duff McKagan az album sok dalában énekel, a Hanoi Rocks együttes frontembere Michael Monroe (Axl Rose egyik példaképe) az "Ain’t It Fun" dalban vendégszerepel.
Ez az utolsó Guns N’ Roses-album, amelyben Slash gitáros, Duff McKagan basszusgitáros és Matt Sorum dobos szerepel és az egyetlen album, amelyben Gilby Clarke játszik.
A “The Spaghetti Incident?” a Billboard 200 negyedik helyén debütált, az első héten csupán 190 000 darabot adtak el belőle, amely a korábbi albumok eredményeihez képest sokkal kevesebb.

## Az album címe
A cím voltaképp egy vicc, amelyet az Axl Rose és a Steven Adler közötti kaja-csata ihletett, ami során Rose Adler-hez vágott egy tál spagettit. 1993-as bírósági ügy során, mikor Adler perelte a zenekart, nagy hangsúlyt kapott az eset, az ügyvédje ezt "spagetti incidens" néven említette. Ezt Matt Sorum dobos egy 1994-es Much Music interjúban, Slash pedig a saját életrajzi könyvében is megemlítette.
Lehetséges, hogy az album az 1991-es film A linguini eset után kapta a nevét.
A "Making of Estranged" videóban a Rose, Slash és a borító tervezője között zajlott vitában egyértelművé tették, hogy a címet tegyék idézőjelek közé, a végére pedig tegyenek kérdőjelet.

## Eredeti megjelenés
Az albumot 1993. novemberében nem sokkal a Use Your Illusion Turné befejezése után adták ki. A vinyl változat narancssárga színben jelent meg, a CD lemezen képek és jelölések voltak: széleken a fekete gyűrűk, középen egy piros színű töklámpás, amely egy kivájt fejből eszi a spagettit. Az 1997-es újra-kiadásnál a lemez már sima ezüst színű volt.

## Viták
A zenekar tagjainak tiltakozása ellenére Rose feltetette az albumra a Look at Your Game, Girl című Charles Manson-dal feldolgozását. A CD-n nem volt feltüntetve a dal, a 12. szám végén, a csend után kezdődik el. 2000 elején Rose elmondta, hogy leveteti a dalt az album újrakiadása során, mivel szerinte a kritikusok és a média is tévesen értelmezte. Azonban a dal mégis ottmaradt, a legutóbbi újra-kiadásnál már 13-dik dalkén fel is van tüntetve.

## Élőben
A "Since I Don’t Have You" című dalt néhányszor a "Sweet Child o’ Mine" és a "Paradise City" előtt játszották 1992-ben és 1993-ban. A "Down on the Farm" dalt először teljes egészében a Farm Aid IV rendezvényen adták elő 1990-ben, néhány alkalommal 2006-ban is játszották, a Chinese Democracy Turnén. A zenekar a "Hair of the Dog"-ot 1988-ban, majd 1990-ben is játszotta, utóbbit GAK néven (az együttesben Guns, Metallica és Skid Row tagok játszottak). Az "Attitude" című nótát a Use Your Illusion Turnén a zenekar gyakran játszotta, Duff még mindig játssza saját együttesével a Loaded-el és szólóban is. Továbbá a "New Rose", "You Can't Put Your Arm Around a Memory" és a "Raw Power" című számokat is játszották, a többi albumon található dalt a Guns N’ Roses sosem adta elő, viszont a tagok oldalprojektjeiben előfordultak, mint például Matt Sorum Camp Freddy zenekarában.

## Fogadtatás
Az albumot megjelenése után vegyes kritikákkal fogadták. A Rolling Stone magazin 3.5 csillagot adott neki az 5-ből. Ez nem mondható rossznak, de a legalacsonyabb értékelés, amit valaha Guns N’ Roses-album kapott. A rollingstone.com felhasználóitól 3 csillagot kapott és a legtöbbet középszerűnek nevezték. Az Allmusic.com nem nevezte kiemelkedőnek az album egyik dalát sem, mivel "hiányzik belőle a düh és a harag".

## Az album dalai
|     | Cím                                     | Szerző(k)                                                 | Eredeti előadó     | Hossz |
| --- | --------------------------------------- | --------------------------------------------------------- | ------------------ | ----- |
| 1.  | Since I Don’t Have You                  | Joseph Rock, James Beaumont                               | The Skyliners      | 4:20  |
| 2.  | New Rose                                | Brian James                                               | The Damned         | 2:38  |
| 3.  | Down on the Farm                        | Alvin Gibbs, Charlie Harper, Nicholas Garrett             | U.K. Subs          | 3:29  |
| 4.  | Human Being                             | Johnny Thunders, David Johansen                           | New York Dolls     | 6:48  |
| 5.  | Raw Power                               | Iggy Pop, James Williamson                                | The Stooges        | 3:12  |
| 6.  | Ain’t It Fun                            | Cheetah Chrome, Peter Laughner                            | The Dead Boys      | 5:06  |
| 7.  | Buick Makane Big Dumb Sex               | Marc Bolan Chris Cornell                                  | T. Rex Soundgarden | 2:40  |
| 8.  | Hair of the Dog                         | Dan McCafferty, Pete Agnew, Manny Charlton, Darrell Sweet | Nazareth           | 3:55  |
| 9.  | Attitude                                | Glenn Danzig                                              | The Misfits        | 1:27  |
| 10. | Black Leather                           | Steve Jones, Paul Cook                                    | The Professionals  | 4:09  |
| 11. | You Can’t Put Your Arms Around a Memory | Johnny Thunders                                           | Johnny Thunders    | 3:35  |
| 12. | I Don’t Care About You                  | Lee Ving                                                  | Fear               | 4:51  |

- Az "I Don’t Care About You" tartalmazza a "Look at Your Game, Girl" című rejtett dalt, amely 2:17-nél kezdődik. A dalt írta és előadta Charles Manson
- A "Hair of the Dog" végénél a The Beatles "Day Tripper" című dal refrénje hallható.

## Lista pozíciók
| Év   | Lista                        | Hely |
| ---- | ---------------------------- | ---- |
| 1993 | Australian ARIA Albums Chart | 1    |
| 1993 | United States Billboard 200  | 4    |

## Közreműködők
Guns N’ Roses
- Axl Rose – ének
- Slash – gitár
- Gilby Clarke – ritmusgitár, háttérvokál
- Duff McKagan – basszusgitár, ének
- Matt Sorum – dob, ütőhangszerek, háttérvokál
- Dizzy Reed – billentyű, zongora, szintetizátor

Egyéb közreműködők
| - Michael Monroe – ének a 6. dalban - Mike Staggs – gitárkíséret a 6. dalban - Mike Fasano – ütőhangszer a 8. dalban - Richard Duguay – gitár és ritmusgitár a 11. dalban - Eddie Huletz – háttérvokál a 11. dalban - Blake Stanton – háttérvokál a 12. dalban | - Eric Mills – háttérvokál a 12. dalban - Rikki Rachtman – háttérvokál a 12. dalban - Stuart Bailey – háttérvokál a 12. dalban - Mike Clink – producer 1-től a 11-ig dalig - Jim Mitchell – producer - Bill Price – keverés | - George Marino – masztering - Kevin Reagan – művészeti rendező; grafikus design - Dennis Keeley – fényképek - Gene Kirkland – fényképek - Robert John – fényképek |